# شهرام ناظری و گروه دستان
شهرام ناظری و گروه دستان نام آلبوم موسیقی حاصل اجرای زنده در فرانسه در سال ۲۰۰۱ است که توسط انتشارات «Long Distance/France» منتشر شده‌است. مدت زمان این آلبوم ۱۱ قطعه‌ای ۴۷ دقیقه و ۵۰ ثانیه و شامل اشعار «مولانا» و اشعار محلی کُردی است این آلبوم در ایران منتشر نشده‌است. شهرام ناظری در این آلبوم به نوازندگی دف نیز پرداخته‌است.

## شرح اثر
- آواز و هنرمندان گروه دستان:
- آواز و دف: شهرام ناظری
- تار و سه‌تار: حمید متبسم
- تنبک و دف: پژمان حدادی
- بربط، ردیف: حسین بهروزی‌نیا
- کمانچه: کیهان کلهر

فهرست:
1. مقدمه
2. درآمد
3. مستی سلامت می‌کند
4. تکنوازی بربط
5. چهارمضراب
6. تکنوازی کمانچه
7. عراق
8. ضربی عراق
9. فرود
10. دختر چشم‌آهو - کُردی
11. مراقب معشوقه‌ام باش - کُردی

## منبع
- تارنمای شهرام ناظری